# Cordylomera puchneri
Cordylomera puchneri là một loài bọ cánh cứng trong họ Cerambycidae.